# Никша Братош
Никша Братош (Травник, 17. август 1959) је југословенски, босанскохерцеговачки и хрватски музичар.

## Биографија
Братош је основну, средњу и музичку школу завршио у Травнику, а касније се са родитељима преселио у Сарајево где је уписао Електротехнички факултет.

## Каријера
Године 1985. је постао члан групе Валентино, где је свирао клавијатуре и помало певао, али после само две године постао је пуноправни члан Црвене јабуке, где је на месту гитаристе заменио покојног Дражена Ричла.
Братош данас живи и ради у Загребу, бави се продукцијом албума многих познатих музичара широм бивше Југославије као што су Здравко Чолић, Џибони, Тоше Проески, па и Црвене јабуке чији је и даље пуноправни члан.

## Приватан живот
Братош има двојицу синова, Горана и Марка. Син Марко ради као водитељ на радио станици Народни радио у Загребу.